# Franco Bonisoli
Franco Bonisoli (Reggio Emilia, 6 gennaio 1955) è un ex brigatista italiano.

## Biografia
Nato in una famiglia operaia e comunista, entra nelle Brigate Rosse a 19 anni. Membro della direzione strategica e del comitato esecutivo delle BR, conosciuto con il nome di battaglia di "Luigi" (e con il soprannome "Rossino" per il colore dei capelli), il 2 giugno 1977 Bonisoli partecipò, insieme a Calogero Diana e Lauro Azzolini, al ferimento del giornalista Indro Montanelli e l'anno seguente al sequestro dell'onorevole Aldo Moro. Nell'agguato di via Fani Bonisoli fa parte del gruppo di fuoco travestito da aviere (insieme a Valerio Morucci, Raffaele Fiore e Prospero Gallinari); armato di un mitra FNA-B Mod.43 ha il compito di neutralizzare l'Alfetta di scorta (insieme a Gallinari).
Dopo aver sparato un caricatore, utilizza anche la sua pistola Beretta 51 contro l'agente Iozzino che tentava di reagire. Pur non essendo un esperto militare, la sua azione in via Fani risultò efficace (forse sparò il maggior numero di proiettili fra i quattro del nucleo di fuoco) e si è parlato anche di alcuni suoi 'colpi di grazia' sparati dal lato destro della strada al termine della sanguinosa azione. Il 1º ottobre 1978 fu arrestato con Nadia Mantovani, Lauro Azzolini e Antonio Savino dalle forze dell'ordine nel noto covo terrorista di via Montenevoso a Milano.
Condannato a 4 ergastoli nel processo romano Moro-Uno del 24 gennaio 1983, a metà degli anni ottanta si dissociò dalla lotta armata. In seguito è stato sottoposto a regime di semilibertà. Franco Bonisoli diventò amico del giornalista Indro Montanelli, tanto che proprio l'ex brigatista fu l'ultimo a lasciare la camera ardente ai funerali di Montanelli, redigendo alcune parole sul registro delle partecipazioni. Raccontò le sue esperienze di terrorista nel corso di interviste rilasciate a Giorgio Bocca e Sergio Zavoli. Risiede a Milano e lavora in una società di servizi ambientali.
Franco Bonisoli si è impegnato, negli anni, in un percorso di giustizia riparativa. Diverse sono state le sue testimonianze in scuole, convegni e occasioni pubbliche insieme a parenti di vittime della lotta armata, quali Agnese Moro, una dei figli di Aldo Moro, e Giorgio Bazzega, figlio del maresciallo dell'antiterrorismo Sergio Bazzega, ucciso dal brigatista Walter Alasia nel 1976. 